# Bellodrama
Bellodrama es el segundo álbum de estudio de la cantante española Ana Mena, publicado el 24 de marzo de 2023 por Sony Music España. La versión estándar del disco contiene trece temas, cuatro de ellos publicados como sencillos. La versión extendida contiene los temas «Se iluminaba» y «A un paso de la luna». En total, el álbum cuenta con seis colaboraciones, incluyendo a Belinda, Natalia Lacunza, Rocco Hunt, Fred De Palma, Ir Sais y Dejota2021.El álbum fue apoyado por una gira de dos años, el Bellodrama Tour, que recorrió más de cincuenta ciudades entre España, México y Argentina.

## Sencillos
El 25 de noviembre de 2021, Ana Mena lanzó «Música ligera» como el primer avance del álbum, junto a su propio vídeo musical. El sencillo fue un éxito en ventas el siguiente año, consiguiendo el triple disco de platino en España. Meses más tarde y después de su participación en el Festival de la Canción de San Remo, el 17 de junio de 2022 lanzaba el segundo sencillo del álbum, «Las 12», en colaboración junto a la artista mexicana Belinda. Este se alejaba un poco más de lo que sería el sonido del álbum, que según la propia Mena, tendría un sonido más acorde con el primer sencillo. Siendo una de las canciones de aquel verano, el sencillo acumuló siete discos de platino en España.
El 20 de enero de 2023, se estrenó el tercer sencillo, «Un clásico», repitiendo la fórmula que tan bien le había salido con «Música ligera». El 24 de febrero, un mes antes de la salida del álbum, se estrenaba el cuarto avance, «Me he pillao x ti», en colaboración con Natalia Lacunza.
El 24 de marzo de 2023, junto al lanzamiento del álbum al completo, también se estrenaba el quinto y último avance junto a su vídeo musical, «Lentamente».

## Recepción

### Comentarios de la crítica
Bellodrama obtuvo una recepción favorable por parte de los críticos. Jordi Bardají, de Jenesaispop, le otorgó una puntuación de 7,4 sobre 10 y dijo: «‘Bellodrama’ es todo lo divertido y ameno que necesitamos, maricones, heteros y todo aquel que no se cierre a un trabajo de pop comercial bien hecho». Asimismo, Bardají elogió a «Lentamente» y «Me he pillao x ti», calificándolos de «fantásticos» e «infalibles», respectivamente. Sin embargo, escribió que «Un millón de lunas» no es una de las mejores canciones de bachata que ha escuchado y que el álbum no es muy «completo». Por otro lado, Mario Caridad Sánchez de Los 40 escribió que canciones como «Música ligera» y «Las 12» han marcado las bandas sonoras de nuestras vidas para siempre.

### Desempeño comercial
En España, Bellodrama debutó en el número uno en la lista Top 100 álbumes, marcando el primer álbum número uno en el país y el segundo entre los diez primeros de Mena en la lista. El álbum fue certificado como disco de platino en España tras haber vendido más de 40 000 copias en el propio país, siendo el primer álbum de Mena en conseguir dicha certificación.

### Premios
| Año  | Premio                           | Categoría       | Resultado |
| ---- | -------------------------------- | --------------- | --------- |
| 2023 | Los 40 Music Awards              | Mejor álbum     | Nominado  |
| 2024 | Premios de la Academia de Música | Mejor álbum pop | Ganador   |

## Listado de canciones
- Edición estándar

| Bellodrama |                                           | |                                              |          |  |
| N.º        | Título                                    | Escritor(es) | Productor(es)                                | Duración |  |
| 1.         | «Lentamente»                              | Alex Raige Vella, Ana Mena, Antonio Medina, Cheope, David Augustave, Federica Abbate, Francesco Catitti y José Luis de la Peña | Katoo                                        | 3:04     |  |
| 2.         | «Bebé» (con Dejota2021)                   | Mena, Nicolás, Augustave, David Tovar, Isabella Primera y de la Peña                                                           | Dabruk                                       | 3:06     |  |
| 3.         | «Un clásico»                              | Alessandro Pulga, Mena, Nicolás, Augustave, de la Peña, Matteo Professione y Stefano Tognini                                   | Zef y Marz                                   | 2:52     |  |
| 4.         | «Me he pillao x ti» (con Natalia Lacunza) | Mena, Nicolás, Carlos José Montado Cruz y de la Peña                                                                           | Dabruk                                       | 3:22     |  |
| 5.         | «Llorando en la disco»                    | Mena, Andy Clay, Antonio Medina, Boby Sierra, Nicolás, Augustave, Jay Simon, de la Peña y Oscar Hernandez                      | Andy Clay, Jay Simon y Dabruk                | 3:03     |  |
| 6.         | «Ben & Jerry's»                           | Pulga, Mena, Nicolás, Davide Petrella, Augustave, de la Peña y Tognini                                                         | Zef y Marz                                   | 3:23     |  |
| 7.         | «Mañana Dios dirá»                        | Mena, Nicolás, Carlo Marrale, Petrella, Augustave, de la Peña, Piero Cassano, Salvatore Stellita y Tognini                     | Zef y Marz                                   | 3:18     |  |
| 8.         | «Un millón de lunas»                      | Mena, Nicolás, Augustave, de la Peña y Luis Miguel Maza Chimbo                                                                 | DJ Glass y Dabruk                            | 3:01     |  |
| 9.         | «Me enamoro»                              | Alessandro Merli, Mena, Nicolás, Augustave, Fabio Clemente, Abbate y de la Peña                                                | Dabruk                                       | 2:44     |  |
| 10.        | «Rojo amanecer»                           | Mena, Andrea Debernardi, Nicolás, Augustave, Davide Epicoco, Giulio Nenna, Giuseppe Colonnelli y de la Peña                    | Nenna y Andrea DB                            | 2:41     |  |
| 11.        | «Mentirás» (con Ir Sais)                  | Mena, Nicolás, Augustave, Tovar, Irgwin Placido Sluis y de la Peña                                                             | Dabruk                                       | 3:36     |  |
| 12.        | «Las 12» (con Belinda)                    | Ana Mena, Andrés Torres, Belinda y Mauricio Rengifo                                                                            | Rengifo y Torres                             | 2:45     |  |
| 13.        | «Música ligera»                           | Ana Mena, Antonio Di Martino, Bruno Nicolás, David Augustave, José Luis de la Peña y Lorenzo Urciullo                          | Dabruk, Federico Nardelli y Giordano Colombo | 3:55     |  |

- Edición extendida

| Bonus tracks |                                         |                                                                                    |                |          |  |
| N.º          | Título                                  | Escritor(es)                                                                       | Productor(es)  | Duración |  |
| 14.          | «A un paso de la luna» (con Rocco Hunt) | Mena, Nicolás, Augustave, Clemente, Abbate, de la Peña, Rocco Pagliarulo y Tognini | Zef            | 2:47     |  |
| 15.          | «Se iluminaba» (con Fred De Palma)      | Merli, Davide, Fabio, Federica, Fred De Palma y Gianluca Ciccorelli                | Takagi y Ketra | 2:54     |  |

## Posicionamiento en listas

### Semanales
| Listas (2023)       | Mejor posición |
| ------------------- | -------------- |
| España (PROMUSICAE) | 1              |

### Anuales
| Listas (2023)       | Mejor posición |
| ------------------- | -------------- |
| España (PROMUSICAE) | 18             |

| Listas (2024)       | Mejor posición |
| ------------------- | -------------- |
| España (PROMUSICAE) | 54             |